# حسین درخشان
حسین درخشان (زادهٔ ۱۷ دی ۱۳۵۳) ملقب به حودر یا هودر (hoder)، وبلاگ‌نویس و روزنامه‌نگار از ایرانیان کانادا است. وی در ۱۱ آبان ۱۳۸۷ دستگیر و محکوم به ۱۹ سال و ۶ ماه حبس و ۵ سال محرومیت از عضویت در احزاب و فعالیت در رسانه‌ها شد اما هفت سال بعد، در ۲۸ آبان ۱۳۹۴ با عفو رهبری آزاد شد. وی هم‌اکنون در لندن اقامت دارد.

## زندگی‌نامه
حسین درخشان در تاریخ ۱۷ دی ۱۳۵۳ در شهر تهران متولد شد. پس از تکمیل تحصیلات مقدماتی در مدرسه نیکان و شهید مدرس، در مقطع کارشناسی رشته جامعه‌شناسی در دانشگاه شهید بهشتی تحصیل کرد.
در سال ۱۳۷۸ به کشور کانادا مهاجرت کرد، و در سال ۱۳۸۵ برای تحصیل در مقطع کارشناسی ارشد مطالعات رسانه در دانشکده مطالعات مشرق‌زمین و آفریقا راهی لندن شد. حسین درخشان از پیشتازان وبلاگ نویسی به زبان فارسی است و به همین دلیل بسیاری او را «پدر وبلاگ‌نویسی ایران» می‌نامند. او در وبلاگ خود به نام «سردبیر خودم» به زبان‌های فارسی و انگلیسی در مورد سیاست و فرهنگ ایران قلم می‌زد.

## سفر به اسرائیل
حسین درخشان دو سفر علنی و از قبل اعلام شده به اسراییل در سال‌های ۲۰۰۶ و ۲۰۰۷ و با پاسپورت کانادایی‌اش انجام داد.
او پیش از سفر در وبلاگش هدف خود را چنین توضیح داد:

من به عنوان یک شهروند-خبرنگار و فعال صلح به اسراییل می‌روم. به عنوان یک شهروند-خبرنگار می‌خواهم به بیست هزار خوانندهٔ روزانهٔ ایرانی‌ام نشان دهم که اسراییل واقعاً چه شکلی است و مردم آنجا چگونه زندگی می‌کنند. جمهوری اسلامی مدت‌هاست که اسراییل را به عنوان یک حکومت شیطانی تصویر کرده است که هدف سیاسی مورد توافق همهٔ مردمش کشتن هر زن و مرد مسلمان است، از جمله ایرانیان. من می‌خواهم این تصویر را به چالش بکشم.
به عنوان یک فعال صلح، می‌خواهم به اسراییلی‌ها نشان دهم که بر خلاف چیزی که از بیرون به نظر می‌رسد، اغلب مردم ایران با نحوهٔ سخن گفتن احمدی‌نژاد موافق نیستند. می‌خواهم به آن‌ها بگویم که چرا هرگونه عمل خشونت‌آمیز علیه ایران تنها به جوانان ایرانی‌ای که آرام آرام دارند حکومت را اصلاح می‌کنند آسیب خواهد زد و چطور چنان وضعیتی تنها به سود تندروها خواهد بود.

و اضافه کرد:

من به عنوان یک کانادایی-ایرانی به اسراییل می‌روم تا همان‌طور که آقای خاتمی در ایدهٔ گفتگوی تمدنهایش گفته بود، با برقرار کردن دیالوگ با اسراییلی‌های مثل خودم از جنگ جلوگیری و به صلح کمک کنم… بزرگ‌ترین هدف من از این سفر آن است که برای آن‌ها ایرانی را که می‌شناسم نشان دهم و برای شما هم برداشتم را از اسراییل و مردمانش بنویسم. سعی می‌کنم هر روز هم به انگلیسی و هم به فارسی مطلب بنویسم و شما را در جریان قرار دهم. دوربینم را همه‌جا با خودم می‌برم و عکس‌ها و ویدیوهایی را که می‌گیرم روی اینترنت می‌گذارم تا همه بتوانید ببینید. اگر بتوانم یکی دو تا پادکست هم درست می‌کنم. تمام خرج سفر را از جیب خودم و کمک مالی خوانندگان وبلاگم از طریق وب‌سایت پی پل می‌دهم و سعی می‌کنم در نقش یک شهروند روزنامه‌نگار (Citizen Journalist) برای هدفی که بالاتر گفتم تا جایی که می‌توانم تلاش کنم. در ضمن، حواسم هم هست که گروه‌های دست راستی اسراییلی و آمریکایی نتوانند از من به نفع برنامهٔ سیاسی خودشان استفاده کنند.

سفر دوم او در ژانویه ۲۰۰۷ برای شرکت در کنفرانس سالانهٔ مرکز مطالعات خاورمیانه در دانشگاه بن گوریون در شهر بئرشبع بود. عنوان این کنفرانس در سال ۲۰۰۷ «اصلاحات، مقاومت، و تعارض در خاورمیانه» بود که درخشان در یک پانل آن به همراه چند نفر دیگر دربارهٔ وبلاگ صحبت کرد.
جروزالم پست، در پی دستگیری وی و در توضیح خبر دستگیر شدن حسین درخشان در ایران، از قول وی می‌نویسد:

 «هر کاری که کردم و هر چه در اسراییل گفتم برای دفاع از منافع ایران در برابر پروپاگاندای وحشتناک و دروغین اسراییل و رسانه‌های جهان دربارهٔ ایران بود.»
هاآرتص در گفتگویی در حین سفر دوم درخشان می‌نویسد:

با وجود مشکلات، درخشان به انقلاب ایران، خمینی و جمهوری اسلامی اعتقاد دارد. شنیدن این‌ها از یک جوان با ظاهری کاملاً غربی، در حالی که در بعد از ظهری گرم روی چمن دانشگاه بن گوریون عجیب است؛ ولی این‌ها چیزهایی است که او می‌گوید: «انقلاب خمینی به اهمیت انقلاب فرانسه است. اندیشه مرکزی خمینی عدالت و استقلال بود. من هم به آن‌ها باور دارم. من قبلاً خیلی منتقد ایدهٔ جمهوری اسلامی بودم. اما امروز فکر می‌کنم ایده‌ای پست‌مدرن و درست است.»

نیویورک تایمز به نقل از او می‌نویسد:

او گفت که اگر جنگی بین ایران و آمریکا در بگیرد، او به کشورش بازمی‌گردد و برای وطنش می‌جنگد.

او در مصاحبه‌ای با تلویزیون پرس تی‌وی دربارهٔ سخنان محمود احمدی‌نژاد دربارهٔ اسراییل می‌گوید:

فکر می‌کنم کاری که احمدی‌نژاد می‌کند در شکستن تابوی زیر سؤال بردن مشروعیت رژیم موسوم به اسراییل بسیار مؤثر بوده است.

## تغییرات فکری و حمایت از جمهوری اسلامی

درخشان در نمایشگاه [http://irdmfestival.com/intro.html رسانه‌های دیجیتال انقلاب اسلامی

حسین درخشان در آغاز دوران وبلاگ‌نویسی‌اش، خود را از «منتقدین» جمهوری اسلامی می‌نامید و در بسیاری از نوشته‌های وبلاگ خود، انتقادهای شدیدی را متوجه مقامات جمهوری اسلامی ایران می‌کرد.
وی در سال ۱۳۸۴ شمسی و در گرماگرم رقابت انتخاباتی نامزدان مقام ریاست جمهوری به ایران رفت و با حمله به «نظریه تحریم انتخابات فرمایشی» به حمایت از مصطفی معین، نامزد اصلاح‌طلب پرداخت، اما پس از آغاز شروع ریاست جمهوری محمود احمدی‌نژاد، در حالی که در خارج از ایران اقامت داشت، «از مواضع قبلی خود اظهار ندامت کرده و نوشته بود که برای پاسخ دادن به اتهاماتش در ایران، آمادگی دارد».
افکار و مواضع وی به تدریج از سال ۱۳۸۶ شروع به تغییر کرد و به تدریج به مواضع پیشین خود را تغییر داد و در مقاطع مختلف به حمایت از برخی سیاست‌ها و اعمال جمهوری اسلامی و دولت وقت پرداخت. در این مدت انتقادات و افشاگری‌هایی را نیز علیه گروه‌ها و افراد مخالف جمهوری اسلامی‌کرد. در این مدت، وی دو بار به استودیوی لندن شبکه تلویزیونی انگلیسی‌زبان دولت ایران به نام پرس‌تی‌وی، دعوت شد و نظرات جدیدش را در حمایت محمود احمدی‌نژاد و سیاست‌های نظام جمهوری اسلامی و نقد مواضع اسراییل دربارهٔ ایران مطرح کرد. برخی از منتقدان درخشان همچون مازیار بهاری این تغییر در مواضع درخشان را به «ناکامی او در جامه عمل پوشاندن به رؤیای موفقیتش در غرب» نسبت می‌دهند.
او در بهمن ۱۳۸۶، نزدیک به یک سال پیش از بازگشت به ایران و بازداشت متعاقب آن، در مطلبی با عنوان «پشیمانم، بخاطر نگاه سابقم دربارهٔ فلسطین و لبنان» به صراحت از مواضع پیشینش دربارهٔ اسراییل اظهار پشیمانی کرد و نوشت:

اعتراف می‌کنم که می‌شد در عین پرداختن به هدفم، به رفتار غیرانسانی حکومت اسراییل با ساکنان مناطق اشغالی و همین‌طور تا اندازه‌ای با شهروندان عرب مسلمان ساکن خود اسراییل حداقل اشاره بکنم؛ ولی متأسفانه من کمی از روی ترس بخاطر از دست دادن حمایت معنوی دوستان سابق و نیز رسانه‌های اروپایی و آمریکایی و همین‌طور کمی احساسات خفیف نژادپرستانهٔ ضد عرب و کمی هم تنبلی، حتی یک کلمه هم در این باره ننوشتم.

در ادامهٔ همین تغییر نگرش به جمهوری اسلامی و اسراییل، درخشان در شهریور ۱۳۸۷ در مطلبی با عنوان «بهترین استراتژی برای دفاع در مقابل اسراییل: جدا کردن صهیونیزم از یهودیت» نوشت:

این کارها اصلاً نباید به حمایت ایران از مردم آواره و استعمار شدهٔ فلسطین و نهضت‌های مقاومت و آزادی‌بخش آن‌ها مثل حماس لطمه‌ای بزند. همین‌طور نباید حتی یک قدم از موضعش در نامشروع دانستن کشوری به اسم اسراییل که روی جسد و خانه‌های غصب شدهٔ میلیون‌ها فلسطینی مسلمان و مسیحی بنا شده‌است کوتاه بیاید. بلکه برعکس، باید در این زمینه جلوتر هم برود و تمام زوایای ایدهٔ صهیونیزم به عنوان یک جنبش کاملاً سیاسی و استعماری را زیر سؤال ببرد و با سند و مدرک آن را از یهودیت جدا کند.
لطمه‌ای که از این گفتمان - که خمینی بزرگ آغاز کرد و احمدی‌نژاد با شجاعت زنده کرد - به اسراییل خواهد خورد بسیار بزرگ‌تر از هرجور اقدام نظامی یا عملی ضد اسراییل است و از همین حیث دقیقاً بر طبق دفاع از امنیت ملی ایران است.

## بازگشت به ایران و زندانی شدن

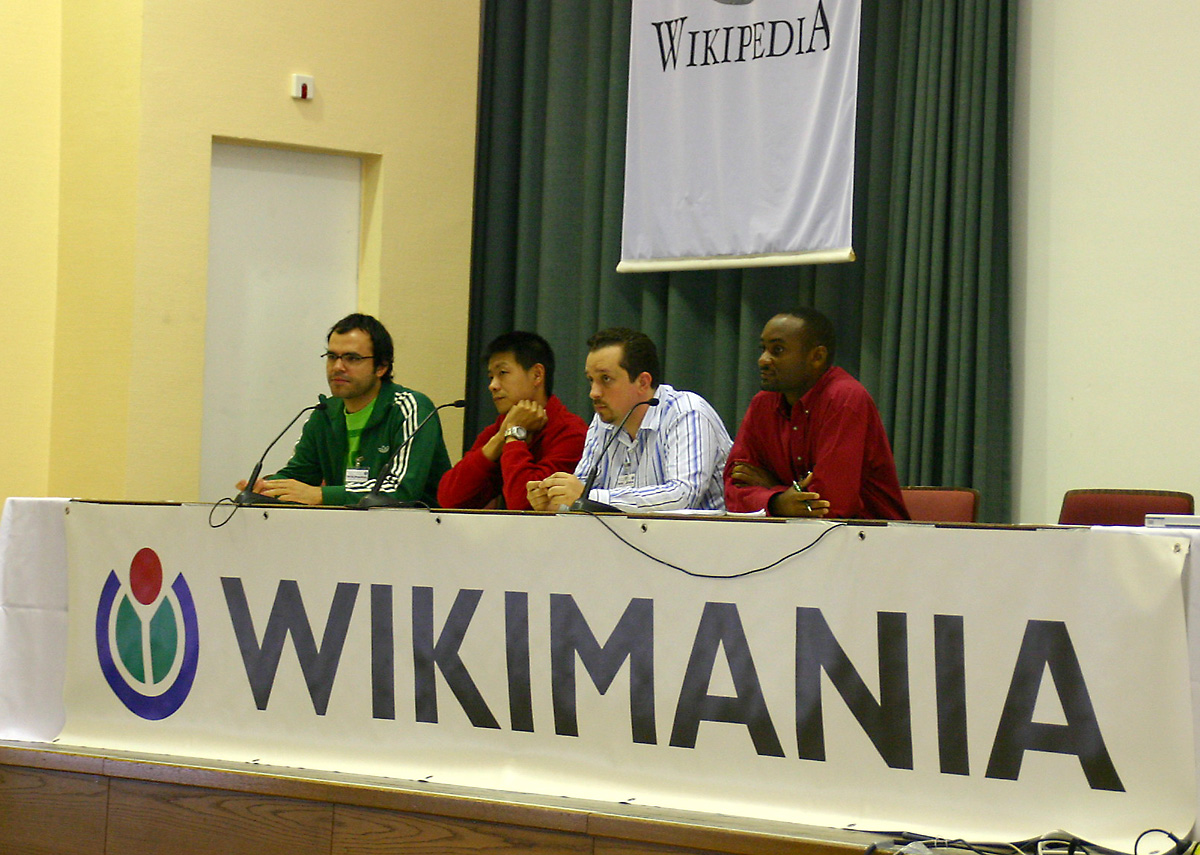
حسین درخشان در نخستین کنفرانس ویکی‌مانیا

او پس از چند سال زندگی در کشور کانادا و تحصیل در بریتانیا، در آبان ۱۳۸۷ به ایران بازگشت و دو هفته پس از آن در ۱۱ آبان ۱۳۸۷ در منزل پدری خود بازداشت شد. پس از گذشت حدود دوماه از بازداشت وی، خانواده او اعلام کردند که بیش از یک ماه است که از محل وی خبری ندارند. در تاریخ ۱۰ دی ۱۳۸۷ علیرضا جمشیدی، سخنگوی قوه قضائیه ایران بازداشت وی را تأیید کرد.

### واکنش احمدی‌نژاد
در فروردین سال ۱۳۸۸، محمود احمدی‌نژاد در نامه‌ای که از سوی دفترش و خطاب به سعید مرتضوی منتشر شد تأکید کرد ترتیبی اتخاذ شود تا مراحل رسیدگی به اتهامات حسین درخشان و رکسانا صابری با دقت کامل و رعایت قسط و عدل و جمیع موازین قانونی صورت گیرد و کوچک‌ترین حقی از آن‌ها ضایع نشود. رکسانا صابری کمی بعد محکوم ولی آزاد شد، اما تغییری در وضعیت درخشان ایجاد نشد.

### واکنش خانواده
در تاریخ ۲۹ مهر ۱۳۸۸ خورشیدی، حسن درخشان، پدر حسین درخشان در نامه‌ای سرگشاده به رئیس قوه قضائیه ایران، خواهان روشن شدن وضعیت و اتهامات پسرش شد. حسن درخشان ضمن اشاره به این‌که در این مدت فقط دو ملاقات چند دقیقه‌ای با پسرش داشته‌است، مدعی شد که «هیچ اطلاع مشخصی از وضعیت حقوقی پسرم ندارم، نه دادگاهی تشکیل شده و نه مشخص است که حسین در اختیار کدام نهاد یا سازمان امنیتی است». عذرا کیارش‌پور، مادر حسین درخشان نیز در تاریخ ۲۶ اسفند ۱۳۸۸ خورشیدی، در شکواییه‌ای به رئیس قوه قضائیه ایران، خواهان مشخص شدن وضعیت حسین درخشان شد. وی در شکواییه‌اش، متذکر شد که حسین درخشان «با پای خودش به ایران بازگشته و از نظر دشمنان، حامی نظام و دولت اسلامی» بوده‌است،
خانواده حسین درخشان در تاریخ ۵ خرداد ۱۳۸۹ وبلاگی برای اطلاع‌رسانی و پیگری وضعیت او به راه انداختند.

## محکومیت در دادگاه انقلاب
کیفرخواست دادستان در مورد اتهامات وی شامل «همکاری با دول متخاصم، تبلیغ علیه نظام اسلامی، تبلیغ به نفع گروهک‌های ضدانقلاب، توهین به مقدسات، راه‌اندازی و مدیریت سایت‌های مبتذل و مستهجن» اعلام شد. ستاد حقوق بشر قوه قضاییه در پاسخی که به گزارش شورای حقوق بشر سازمان ملل داده‌است، اتهام همکاری با دول متخاصم او را از طریق شرکت در کنفرانس ضدانقلابی در دانشگاه بن گوریون اسراییل معرفی کرده‌است.
وی در مهرماه ۱۳۸۹ از سوی شعبه ۱۵ دادگاه انقلاب اسلامی تهران به «۱۹ سال و نیم حبس تعزیری، پنج سال محرومیت از عضویت در احزاب و فعالیت در رسانه‌ها و بازگرداندن وجوه اخذشده به مبلغ ۳۰ هزار و ۷۵۰ یورو، ۲ هزار و ۹۰۰ دلار و ۲۰۰ پوند انگلیس» محکوم شد.
در بخشی از متن حکم دادگاه آمده‌است:

بررسی وبلاگ متهم نشان می‌دهد وی هرگاه به غلط بودن مطلبی پی برده‌است آن را در وبلاگش اصلاح کرده یا روی آن خط کشیده‌است که در طی بررسی‌ها حتی یک مورد از مطالب این‌گونه که مورد اصلاح یا خط‌خوردگی واقع شده باشند، یافت نگردیده و ادعای وی در سعی در اصلاح این گونه موارد مطلقاً صحت ندارد. نمونه‌هایی از اصلاح موارد و خط زدن آن‌ها که البته ربطی به موارد سیاسی و ضد دینی ندارد به پیوست است که متناقض ادعای وی در بازجویی و عملکرد وی در فضای رسانه را نشان می‌دهند. این در حالیست که در خصوص مطالب توهین آموز مذکور و موارد مشابه حتی چنین اصلاحی کفایت نکرده و لازم است که مطالب مذکور از صفحه پاک می‌شدند که مطالب مذکور نه تنها پاک نشده‌اند بلکه حتی خط‌خوردگی نیز پیدا نکرده‌اند.

دفاع مکرر درخشان در مقابل اتهامات مختلف همانگونه که مشاهده می‌شود صرفاً در چهارچوب اعتراف به رویکردهای منفی گذشته و طرح ادعای توبه صورت می‌گیرد. اما درخشان هرگز این توبه و بازگشت را انجام نداده‌است و تغییر در خروجی‌های رسانه‌ای صرفاً برای زمینه‌سازی برای نفوذ در جامعه مذهبی و انقلابی صورت گرفته و این موضوع با تغییری تدریجی و گام به گام برای جلوگیری از ایجاد حساسیت و موضع‌گیری انجام گرفته‌است.
در خرداد ۱۳۹۰ شعبه ۲۶ تجدید نظر دادگاه انقلاب اسلامی تهران رأی دادگاه بدوی را عیناً تأیید کرد.
در مرداد ۱۳۹۲، به مناسبت عید فطر، یک سوم از هفت سال و نیم از کل حکم او (بخش مربوط به اهانت به مقدسات، رهبری و رئیس‌جمهور) مورد بخشودگی علی خامنه‌ای قرار گرفت و در نتیجه دو سال و نیم از حکم نوزده سال و نیمهٔ او کم شد. به این ترتیب حکم او به ۱۷ سال حبس کاهش یافت.

### مرخصی‌ها از زندان
به گزارش سایت‌های خبری، حسین درخشان در تاریخ ۱۷ آذر ۱۳۸۹ خورشیدی، پس از تحمل ۲۶ ماه حبس (شامل هشت ماه انفرادی در آغاز بازداشت) و با قرار وثیقه یک میلیارد و پانصد میلیون تومانی به یک مرخصی دو روزه آمد و پس از آن به زندان بازگشت.
بنا بر وبلاگ رسمی خانواده درخشان، او از آذر ۱۳۸۹ چند مرخصی کوتاه مدت دیگر را نیز بیرون از زندان سپری کرده‌است. گزارش‌های سایت‌های خبری حاکی از حضور او در مراسم عزاداری حسین بن علی و فاطمه با پیراهن مشکی بود. سایت آینده نیز عکس‌هایی از او در قبرستان بهشت زهرا بر سر مقبره علی درخشان (عموی او و از کشته شدگان هفتم تیر ۱۳۶۰) و مرتضی آوینی منتشر شد.

## آزادی از زندان
درخشان در ۲۸ آبان سال ۱۳۹۳ پس از بازگشت دوباره از مرخصی به زندان، با حکم عفو باقی‌ماندهٔ محکومیتش از سوی علی خامنه‌ای روبرو شد. به این صورت، او پس از ۶ سال زندان و در حالی که ۱۱ سال و نیم دیگر از مدت قانونی زندانش باقی‌مانده بود از زندان آزاد شد. او در پیامی در صفحهٔ فیس‌بوکش بدین‌گونه از رهبر ایران بخاطر آزادی‌اش تشکر کرد:
«پس از اینکه مرخصی دو هفته‌ای ام تمدید نشد و دستور دادند به زندان برگردم، ساعت ۶ عصر از قرنطینه به اندرزگاه ۸ اوین رسیده بودم و تازه داشتم با همه سلام و علیک می‌کردم که ابلاغ شد باقی‌مانده حبسم مورد عفو مقام معظم رهبری قرار گرفته‌است. آزاد شدم؛ پس از شش سال. خدایا شکرت. ممنون از حضرت آیت‌الله خامنه‌ای. ممنون از یاوران و دعاگویان روزهای سخت…»

## پس از آزادی
درخشان کمی پس از آزادی نوشتن را در مطبوعات و شبکه‌های اجتماعی آغاز کرد. وی ستون ثابتی در هفته‌نامهٔ همشهری جوان می‌نوشت. او وب‌سایت شخصی خود را نیز راه اندازی کرده. او اکنون مقیم لندن است. در سال ۱۳۹۷، دعوت مدرسه حکمرانی جان اف. کندی در دانشگاه هاروارد از حسین درخشان واکنش منفی گروهی از فعالان سیاسی و روزنامه‌نگاران ایرانی را برانگیخت. این گروه با اشاره به ادعای پرونده‌سازی درخشان برای مخالفین حکومت ایران از جمله رامین جهانبگلو و هاله اسفندیاری، خواهان لغو دعوت دانشگاه هاروارد شدند.

### مرگ وب
در تابستان ۱۳۹۴، درخشان در مقاله‌ای که به زبان انگلیسی با عنوان «وبی که باید نجات دهیم» منتشر کرد، و در آن دربارهٔ تأثیر مخرب شبکه‌های اجتماعی بر شبکه جهانی وب هشدار داد. او در این مقاله استدلال کرده‌است که شبکه‌های اجتماعی مشغول نابود کردن مفهوم هایپرلینک که پایهٔ اساسی وب است شده‌اند و در نتیجه در حال از بین بردن وب هستند. آن‌ها تجربهٔ اینترنت را حالا به تجربه‌ای خطی، متمرکز، منفعل، از پیش تعیین شده و مبتنی بر عادت‌های کاربران تبدیل کرده‌اند که بسیار شبیه به تلویزیون است. این مقاله بحث‌های فراوانی را در کشورهای مختلف دربارهٔ آیندهٔ اینترنت به راه انداخت و به زبان‌های گوناگونی ترجمه و منتشر شده ست. -